# 刈谷アニメcollection
刈谷アニメcollection（かりやアニメコレクション）は、愛知県刈谷市で毎年開催されているマンガ・アニメ関連の総合見本市である。2013年（平成25年）に初開催され、毎年秋に開催されている。
JR・名鉄刈谷駅一帯を中心に開催されている。
2010年（平成22年）より3年間開催されたイベントコスプレフェスタinKARIYAを発展させたものである。

## 開催データ
| 回数  | 開催日         | 来場者数                   | 出展者数 |
| ----- | -------------- | -------------------------- | -------- |
| 第1回 | 2013年9月29日  | 11,000人                   |          |
| 第2回 | 2014年11月9日  | 13,000人                   |          |
| 第3回 | 2015年10月31日 | 15,000人                   |          |
| 第4回 | 2016年10月29日 |                            |          |
| 第5回 | 2017年10月28日 |                            |          |
| 第6回 | 2018年10月27日 |                            |          |
| 第7回 | 2019年10月26日 |                            |          |
| 第8回 | 2020年10月31日 | オンライン開催のみ         |          |
|       | 2021年         | オンライン開催も含めて中止 | 0        |
| 第9回 | 2022年10月29日 |                            |          |

## 出演者

### 第1〜5回（2013〜2016年度）
- 刈谷市を舞台にしたショートアニメ「ひかり～刈谷をつなぐ物語～」スペシャルトークステージ
  - 稲川英里、阿部里果、大地葉、山下大輝、畠中祐
- eufoniusライブステージ
  - eufonius、riya
- 山下大輝＆畠中祐トークライブ
  - 山下大輝、畠中祐
- 世界コスプレサミット日本予選中部大会　新垣樽助、秦佐和子トークステージ
  - 新垣樽助、秦佐和子

### 第5回(2017年度)
- トークステージ
  - 諏訪道彦、神谷明
- トークショー
  - 小西克幸
- トーク＆ミニライブ
  - 岩男潤子、今井麻美、亜咲花
- Specialライブ
  - 岩男潤子、今井麻美、亜咲花、桃井はるこ
- 劇場版「きみの声をとどけたい」NOW ON AIRステージ
  - NOW ON AIR

### 第6回(2018年度)
- 声優トークステージ
  - 根本流風・築田行子・田村響華、阿部敦、小西克幸、高木渉
- アニメ監督のお仕事トークステージ
  - 亀垣一
- アニメプロデューサーのお仕事トークステージ
  - 諏訪道彦
- スーパーライブ2018（刈谷市総合文化センター大ホール）
  - MYTH & ROID KIHOW、ちく☆たむ（築田行子・田村響華）、RY's、Cellchrome、SCREEN mode、Normcore、PPP（根本流風・築田行子・田村響華）、Coda a.k.a 小田和奏、夏代孝明、RAISE A SUILEN
- 劇場版シティーハンター公開決定記念トークステージ
  - 伊倉一恵、諏訪道彦

### 第8回(2020年度)
2020年度は刈谷アニメcollection 2020 Onlineと称して、オンライン開催となった。
出演者はスタジオからのトークショー、または動画によるコメントを寄せる形で出演した。
- 生放送(YouTube) - 10月31日 13時～16時 
  - https://www.youtube.com/watch?v=gA_95rIHrkU

| 時間 | 出演者                                         | 内容                   |
| ---- | ---------------------------------------------- | ---------------------- |
| 13   | 稲川英里                                       | 刈谷市の施設からの中継 |
|      | 木村良平・諏訪道彦                             | トークショー           |
|      | 今井麻美                                       | トークショー           |
|      | Zwei・畠中祐・eufonius・小西克幸               | 動画によるコメント     |
| 14   | 阿部里果                                       | トークショー           |
|      | 稲川英里                                       | トークショー           |
|      | 大地葉・いとうかなこ・阿部敦・山口勝平・代永翼 | 動画によるコメント     |
| 15   | 増原光幸監督                                   | トークショー           |
|      | 神谷明・日髙のり子                             | トークショー           |

### 2021年度
オンライン開催も含めて中止となった。